# Edwin Hawkins
Edwin Hawkins   (Oakland, 18 d'agost de 1943 - Pleasanton, 15 de gener de 2018) va ser un pianista i compositor de gòspel estatunidenc que va guanyar quatre Premis Grammy per les seves composicions.
Va ser un dels creadors del so urbà que caracteritza el gòspel contemporani. Com a líder dels Edwin Hawkins Singers és probablement reconegut pel seu arranjament de "Oh Happy Day" (1968-69), que es va incloure en la llista "Songs of the Century". El seu grup faria una segona incursió als escenaris amb la cantant folk Melanie a "Lay Down (Candles in the Rain)".

## Discografia

### Àlbums
- 1968: Let Us Go into the House of the Lord
- 1969: He's A Friend Of Mine
- 1969: Oh Happy Day (Buddah Records re-issue of previous 1968 LP)
- 1969: Jesus, Lover of My Soul
- 1969: Hebrew Boys
- 1969: Lord Don't Move That Mountain
- 1969: Ain't It Like Him
- 1970: Live at the Concertgebouw in Amsterdam
- 1970: Candles in the Rain amb Melanie Safka
- 1970: Pray For Peace
- 1971: More Happy Days
- 1971: Try the Real Thing with Melanie Safka
- 1972: Peace Is Blowin' In The Wind
- 1972: Children Get Together
- 1973: I'd Like To Teach the World To Sing
- 1974: New World
- 1975: Edwin Hawkins Presents the Matthews Sisters
- 1976: Wonderful
- 1977: The Comforter
- 1979: Edwin Hawkins Live at the Symphony
- 1981: Edwin Hawkins Live With The Oakland Symphony Orchestra
- 1982: Imagine Heaven
- 1982: Edwin Hawkins Live With The Oakland Symphony Orchestra & The Love Center Choir Volume II
- 1983: Edwin Hawkins presents The Music and Arts Seminar Mass Choir
- 1984: Angels Will Be Singing with the Music and Arts Seminar Mass Choir
- 1985: Have Mercy with the Music and Arts Seminar Mass Choir
- 1987: Give Us Peace with the Music and Arts Seminar Mass Choir
- 1988: That Name with the Music and Arts Seminar Mass Choir
- 1990: Face to Face
- 1994: "Kings and Kingdoms" with the Music and Arts Seminar Mass Choir
- 1995: Anything is Possible
- 1998: Love Is the Only Way

#### Recopilatoris
- 1989: 18 Great Songs
- 1998: The Very Best Of